# Bumi Mas
Bumi Mas is een bestuurslaag in het regentschap Lampung Timur van de provincie Lampung, Indonesië. Bumi Mas telt 2265 inwoners (volkstelling 2010).